# 小型风帆战船

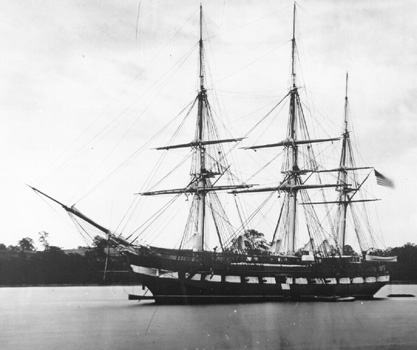
1854年开始服役的美国小型风帆战船星座号。

小型风帆战船（Sloop-of-war）是18世纪至19世纪，西方海军的一种战船，只有一层甲板，载有18门舰炮。按照英国皇家海军的分级系统，任何载有20门或20门以下舰炮的船只都是小型风帆战船，因此就连非常小的雙桅橫帆船和独桅纵帆船都是小型风帆战船。在技术上来讲，特种战船如迫击炮船（Bomb vessel）和火船都是小型风帆战船，他们不执行特殊任务时担当小型风帆战船的角色。进入20世纪之后，小型风帆战船演变为具有防空和反潜能力的近岸防御船只。